# Indicator
Indicator es un género de aves piciformes perteneciente a la familia Indicatoridae. Tanto el nombre latino del género como el nombre común de sus miembros, indicadores, se refiere al comportamiento de algunas de sus especies, especialmente el indicador grande, de guiar a ciertos mamíferos como los rateles y los humanos hacia las colmenas de abejas y así poder conseguir cera de los panales y las larvas de abeja que queden expuestas tras el expolio de la miel. La mayoría de sus miembros se extienden por el África subsahariana, aunque dos especies son nativas del sur de Asia (Indicator archipelagicus (indicador malayo) e Indicator xanthonotus (indicador indio)).
Los indicadores son parásitos de puesta que ponen sus huevos en los nidos de otras especies de aves. Las hembras de indicador suelen repartir unos cinco huevos en varios nidos de cinco a siete días. Prefieren los nidos de las especies que anidan en cavidades como sus parientes los barbudos y de los pájaros carpinteros. Los polluelos de indicador suelen expulsar del nido a empujones a los polluelos de su huésped, y además tienen el pico ganchudo que usan para perforar los huevos o matar al resto de polluelos a base de producirles repetidas laceraciones, si no un corte mortal certero.

## Especies
Las once especies que componen el género en orden taxonómico son:
- Indicator maculatus - indicador moteado
- Indicator variegatus - indicador variegado
- Indicator indicator - indicador grande
- Indicator archipelagicus - indicador malayo
- Indicator minor - indicador menor
- Indicator conirostris - indicador picogrueso
- Indicator willcocksi - indicador de Willcocks
- Indicator exilis - indicador chico
- Indicator pumilio - indicador enano
- Indicator meliphilus - indicador pálido
- Indicator xanthonotus - indicador indio